# Kragujevački košarkaški klub Radnički
Il Kragujevački košarkaški klub Radnički è una società cestistica avente sede nella città di Kragujevac, in Serbia. Fondata nel 2015, disputa il campionato serbo.

## Storia
Il club venne fondato nell'ottobre del 2015 su iniziativa di Nikola Lončar, dopo la scomparsa del club storico della città, il Radnički Kragujevac. Nell'estate del 2017, a causa dei problemi finanziari del Napredak Kruševac, la squadra venne iscritta al massimo campionato serbo, venendo tuttativa immediatamente retrocessa.